# Psili Ammos
Psili Ammos es un asentamiento en la isla de Tasos.
Administrativamente pertenece al municipio de Tasos de la Unidad periférica de Tasos . Es uno de los asentamientos de la comunidad municipal de Theologuos. Según el censo de 2011, cuenta con 9 habitantes.

## Población
| 2011 |
| ---- |
| 9    |